# Oesterblad
Oesterblad of oesterkruid (Mertensia maritima) is een vaste plant uit de ruwbladigenfamilie (Boraginaceae) en komt van nature voor in kustgebieden rond de noordelijke poolcirkel.

## Beschrijving
Oesterblad is een laagblijvende, kruipende plant, die in het wild een omtrek van vijftig centimeter kan bereiken. Hij groeit op ziltige rotsachtige grond langs kusten, zoals die van IJsland, Noorwegen, Schotland en Canada. In het najaar vormt de plant rode bloemen die na de opening helderblauw kleuren. De lichtblauwe bladeren hebben een eironde vorm en smaken enigszins naar oesters of ansjovis.

## Cultivering
De bladeren en wortels van de oesterblad worden al lang gegeten door de Inuit in Alaska. Alle delen van de plant  kunnen rauw gegeten worden. De bladeren worden vaak geserveerd ter vervanging van oesters. Op verschillende plekken in Nederland, zoals Texel en Zeeland, wordt er met de plant geëxperimenteerd als nieuw landbouwgewas voor verzilte akkers.. De zaden hebben een koude stratificatie nodig om goed te kunnen ontkiemen.